# Оракзай, Али Джан
Али Джан Оракзай (англ. Ali Jan Orakzai) — государственный и военный деятель Пакистана. С 2006 по 2008 год занимал должность губернатора провинции Хайбер-Пахтунхва.

## Биография
В 1967 окончил Военную академию Пакистана, а затем поступил на службу в 14-й батальон Пограничного полка вооружённых сил Пакистана. Уже будучи генерал-майором занимал должность командира подразделений пакистанской армии в Гилгит-Балтистане, с октября 2001 по март 2004 года был командиром Одиннадцатого корпуса вооружённых сил Пакистана. В марте 2004 года уволился с военной службы в звании генерал-лейтенанта. 
В марте 2005 года был назначен на должность министра оборонной промышленности Пакистана. В мае 2005 года подписал меморандум о развитии сотрудничества в оборонной области с представителем Великобритании Кевином Теббитом. 23 мая 2006 года был снят с должности министра оборонной промышленности и назначен губернатором провинции Хайбер-Пахтунхва. Находясь на этой должности сумел заключить перемирие с представителями радикального движения Техрик-е Талибан Пакистан. В июле 2007 года произошел крупный вооружённый конфликт между правительством Пакистана и радикальными элементами в мечети Лас-Масджид. После этого в провинции Хайбер-Пахтунхва конфликт вспыхнул с новой силой и Али Джан Оракзай был отправлен в отставку 7 января 2008 года.